# Selliguea taiwanensis
Selliguea taiwanensis là một loài thực vật có mạch trong họ Polypodiaceae. Loài này được (Tagawa) H. Ohashi & K. Ohashi mô tả khoa học đầu tiên năm 2009.